# Fiets en Wandelbeurs
De Fiets en Wandelbeurs is een jaarlijkse vakantiebeurs voor fietsers en wandelaars. De beurs voor actieve buitenvakanties wordt in het voorjaar georganiseerd in Nederland (Utrecht) en België (Gent).

## Historiek
Tot 2011 bestond de beurs enkel in Nederland. Ze werd georganiseerd in RAI Amsterdam tot ze verhuisde naar de Jaarbeurs (Utrecht)
In 2012 werd de beurs ook in België georganiseerd in samenwerking met Grote Routepaden vzw in de Mechelse Nekkerhal. In 2015 verhuisde de beurs naar Antwerp Expo Sinds 2017 wordt de beurs georganiseerd in Flanders Expo in Gent.